# Eulogiusz (Markowski)

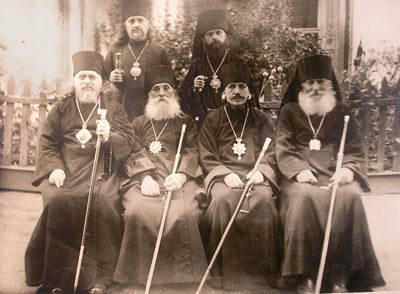
Biskup Eulogiusz z innymi hierarchami Ukraińskiego Autonomicznego Kościoła Prawosławnego (siedzi pierwszy z prawej)

Eulogiusz, imię świeckie Jewsiewij Filippowicz Markowski (ur. 1878 na Wołyniu, zm. 24 marca 1951 w Mahopac) – biskup Rosyjskiego Kościoła Prawosławnego poza granicami Rosji.
Pochodził z Wołynia. W 1942 złożył wieczyste śluby mnisze w Ławrze Poczajowskiej. 5 sierpnia 1942 w tym samym monasterze miała miejsce jego chirotonia na biskupa winnickiego w jurysdykcji Ukraińskiego Autokefalicznego Kościoła Prawosławnego. Z Winnicy wyjechał rok później; przeszedł następnie w jurysdykcję Rosyjskiego Kościoła Prawosławnego poza granicami Rosji.
W 1947 nominowany na biskupa Caracas i Wenezueli w Cerkwi Zagranicznej, nigdy nie podjął swoich obowiązków.
Zmarł w 24 marca 1951 w Nowej Pustelni Korzennej.